# Liste des théâtres et opéras de Paris
La liste des théâtres et opéras de Paris recense des salles de spectacles parisiennes.

## Théâtres
| 360 Paris Music Factory                  | 32, rue Myrha                                        | 18e | 2020           | 300                  | |                  |                         |    |      |     |  |
| Accor Arena                              | 8, boulevard de Bercy                                | 12e | 1984           | 20 300               | |                  |                         |    |      |     |  |
| Adidas Arena                             | 56, boulevard Ney                                    | 18e | 2024           | 8 500                | |                  |                         |    |      |     |  |
| Théâtre des 3 Clés                       | 35, rue Sedaine                                      | 11e | 2024           | 98                   | |                  |                         |    |      |     |  |
| Théâtre Adyar                            | 4, square Rapp                                       | 7e  | 1912           | 381                  | |                  |                         |    |      |     |  |
| Aktéon Théâtre                           | 11, rue du Général-Blaise                            | 11e | 1986           | 60                   | |                  |                         |    |      |     |  |
| Antre Magique                            | 50, rue Saint-Georges                                | 9e  |                | 49                   | |                  |                         |    |      |     |  |
| Artistic Athévains                       | 45 bis, rue Richard-Lenoir                           | 11e | 1913           | 220                  | Ancien nom : L'Artistic, Folies Artistic, Artistic Concert et Artistic Voltaire |                  |                         |    |      |     |  |
| A la Folie Théâtre                       | 6, rue de la Folie-Méricourt                         | 11e | 2008           | 94 et 49             | Ancien nom : théâtre de l'Epouventail |                  |                         |    |      |     |  |
| Théâtre de l'Alliance française          | 101, boulevard Raspail                               | 6e  | 1883           | 380                  | |                  |                         |    |      |     |  |
| Théâtre Antoine - Simone-Berriau         | 14, boulevard de Strasbourg                          | 10e | 1866           | 780                  | Anciens noms : théâtre des Menus-Plaisirs, théâtre des Arts, Opéra-Bouffe et Comédie-Parisienne |                  |                         |    |      |     |  |
| Théâtre de l'Aquarium                    | Route du Champ-de-Manœuvre                           | 12e | 1973           | 300 et 200           | Le théâtre de l'Aquarium est installé à La Cartoucherie de Vincennes |                  |                         |    |      |     |  |
| Théâtre de l'Atelier                     | 1, place Charles-Dullin                              | 18e | 1822           | 563                  | |                  |                         |    |      |     |  |
| Auguste théâtre                          | 6, impasse Lamier                                    | 11e | Fin XXe siècle | 90                   | Ancien nom : Espace la Comédia |                  |                         |    |      |     |  |
| Ateliers Berthier                        | 32, boulevard Berthier                               | 17e | 1898           | 600                  | |                  |                         |    |      |     |  |
| Ateliers du Plateau                      | 5, rue du Plateau                                    | 19e | 1999           | 50                   | |                  |                         |    |      |     |  |
| Théâtre de l'Athénée Louis-Jouvet        | 7, rue Boudreau                                      | 9e  | 1893           | 570                  | Anciens noms : Éden-Théâtre (1880-1890), Grand-Théâtre (1890-1893) et Comédie-Parisienne (1893-1896) |                  |                         |    |      |     |  |
| Théâtre des Artisans                     | 14, rue de Thionville                                | 19e | 2009           | 48                   | |                  |                         |    |      |     |  |
| Alhambra                                 | 21, rue Yves-Toudic                                  | 10e | 2008           | 600                  | |                  |                         |    |      |     |  |
| Alambic Comédie                          | 12, rue Neuve-de-la-Chardonnière                     | 18e | 2008           | 80                   | |                  |                         |    |      |     |  |
| Badaboum                                 | 2, rue des Taillandiers                              | 11e |                | 600                  | |                  |                         |    |      |     |  |
| Bataclan                                 | 50, boulevard Voltaire                               | 11e | 1865           | 1 500                | |                  |                         |    |      |     |  |
| Théâtre de la Bastille                   | 76, rue de la Roquette                               | 11e |                | 261 et 155           | Auparavant appelé théâtre de la Roquette |                  |                         |    |      |     |  |
| Bobino                                   | 14-20, rue de la Gaîté                               | 14e | 1816           | 900                  | |                  |                         |    |      |     |  |
| Théâtre des Bouffes-du-Nord              | 37 bis, boulevard de la Chapelle                     | 10e | 1876           | 503                  | Auparavant appelé théâtre Molière jusqu'en 1904 |                  |                         |    |      |     |  |
| Théâtre des Bouffes-Parisiens            | 4, rue Monsigny                                      | 2e  | 1855           | 600                  | En 1827 est inauguré ce théâtre, nommé « Salle Choiseul ». Au 1er juin 1855, la salle Choiseul est agrandie et redécorée et devient le théâtre des Bouffes Parisiens.                                                  |                  |                         |    |      |     |  |
| Théâtre La Boussole                      | 29, rue de Dunkerque                                 | 10e | 2014           | 120 et 249           | |                  |                         |    |      |     |  |
| Théâtre BO Saint-Martin                  | 19, Boulevard Saint-Martin                           | 3e  | 2012           | 70                   | |                  |                         |    |      |     |  |
| Théâtre le Bout                          | 6, rue Frochot                                       | 9e  | 1999           | 50                   | |                  |                         |    |      |     |  |
| Café de la Danse                         | 5, passage Louis-Philippe                            | 11e | 1992           | 499                  | |                  |                         |    |      |     |  |
| Café de la Gare                          | 41, rue du Temple                                    | 4e  | 1968           | 300                  | |                  |                         |    |      |     |  |
| Le République                            | 1, boulevard Saint-Martin                            | 3e  | 1901           | 450                  | |                  |                         |    |      |     |  |
| Théâtre national de Chaillot             | 1, place du Trocadéro                                | 16e | 1937           | 1 250 et 420         | |                  |                         |    |      |     |  |
| Théâtre des Champs-Élysées               | 15, avenue Montaigne                                 | 8e  | 1913           | 1 905, 601 et 230    | |                  |                         |    |      |     |  |
| Casino de Paris                          | 16, rue de Clichy                                    | 9e  | 1880           | 1 500                | |                  |                         |    |      |     |  |
| Théâtre du Châtelet                      | 1, place du Châtelet                                 | 1er | 1862           | 2 010                | Le théâtre du Châtelet est inscrit au titre des monuments historiques le 14 novembre 1979. |                  |                         |    |      |     |  |
| Théâtre du Chaudron                      | Route du Champ-de-Manœuvre                           | 12e | 1972           | 140                  | Le théâtre du Chaudron est installé à La Cartoucherie de Vincennes |                  |                         |    |      |     |  |
| Café Oscar                               | 155, Rue Montmartre                                  | 2e  | 1993           | 50                   | |                  |                         |    |      |     |  |
| La Cigale                                | 120, boulevard Marguerite-de-Rochechouart            | 18e | 1887           | 880                  | |                  |                         |    |      |     |  |
| Les Cinq Diamants                        | 10, rue des Cinq-Diamants                            | 13e | 1975           | 80                   | |                  |                         |    |      |     |  |
| Comédie des 3 bornes                     | 32, rue des Trois-Bornes                             | 11e | 1996           | 45                   | |                  |                         |    |      |     |  |
| Comédie Bastille                         | 5, rue Nicolas-Appert                                | 11e | 1985           | 189                  | |                  |                         |    |      |     |  |
| Comédie-Caumartin                        | 25, rue de Caumartin                                 | 9e  | 1901           | 390                  | Le théâtre a été connu entre 1901 et 1923 sous le nom de Comédie-Royale. De plus, la salle a aussi été appelée Cinérire-Caumartin                                                                                      |                  |                         |    |      |     |  |
| Théâtre d'Edgar                          | 58, boulevard Edgar-Quinet                           | 14e | 1973           | 132                  | |                  |                         |    |      |     |  |
| Théâtre le Métropole                     | 39, rue du Sentier                                   | 2e  |                | 100                  | La salle avait été nommée « Comédie des boulevards ». |                  |                         |    |      |     |  |
| Comédie de Paris                         | 42, rue Fontaine                                     | 9e  | 1929           | 184                  | Anciennement connu sous le nom du Menus-Plaisirs, du théâtre de l'Humour, le théâtre d'Essai, le Nouveau Théâtre-Libre, Studio-Théâtre ou encore le Love-Théâtre                                                       |                  |                         |    |      |     |  |
| Théâtre de l'Île Saint-Louis Paul Rey    | 39, quai d'Anjou                                     | 4e  |                | 80                   | |                  |                         |    |      |     |  |
| Comédie italienne                        | 17-19 Rue de la Gaîté                                | 14e | 1974           | 100                  | Il y a eu à plusieurs reprises un Théâtre-Italien (ou Comédie-Italienne) à Paris |                  |                         |    |      |     |  |
| Comédie Nation                           | 77 rue de Montreuil                                  | 11e |                | 80                   | anciennement Studio 77 |                  |                         |    |      |     |  |
| Comédie République                       | 1, boulevard Saint Martin                            | 3e  |                | 200                  | |                  |                         |    |      |     |  |
| Comédie Oberkampf                        | 115, Rue du Chemin-Vert                              | 11e | 2020           | 200                  | |                  |                         |    |      |     |  |
| Comédie Saint-Michel                     | 95, boulevard Saint-Michel                           | 5e  |                | 140 et 6             | |                  |                         |    |      |     |  |
| Salle du Conservatoire                   | 2 bis, rue du Conservatoire                          | 9e  | 1811           | 956                  | |                  |                         |    |      |     |  |
| Théâtre Clavel                           | 3, rue Clavel                                        | 19e |                | 120                  | |                  |                         |    |      |     |  |
| Théâtre libre                            | 4, boulevard de Strasbourg                           | 10e | 1858           | 938                  | (anciennement Eldorado) |                  |                         |    |      |     |  |
| Théâtre de la Cité internationale        | 17, boulevard Jourdan                                | 14e | 1936           | 418, 230 et 144      | |                  |                         |    |      |     |  |
| Théâtre national de la Colline           | 15, rue Malte-Brun                                   | 20e | 1988           | 750 et 200           | |                  |                         |    |      |     |  |
| Théâtre Darius-Milhaud                   | 80, allée Darius-Milhaud                             | 19e | 2004           | 35 et 65             | La salle de 35 places se nomme : Au ptit Milhaud |                  |                         |    |      |     |  |
| Théâtre Daunou                           | 7, rue Daunou                                        | 2e  | 1921           | 450                  | |                  |                         |    |      |     |  |
| Les Déchargeurs                          | 3, rue des Déchargeurs                               | 1er | 1979           | 80 et 20             | En raison de difficultés financières, le théâtre des Déchargeurs ne rouvrira pas ses portes à la rentrée 2023. |                  |                         |    |      |     |  |
| Théâtre Déjazet                          | 41, boulevard du Temple                              | 3e  | 1851           | 1 000                | |                  |                         |    |      |     |  |
| Théâtre des Deux Ânes                    | 100, boulevard de Clichy                             | 18e | 1910           | 300                  | |                  |                         |    |      |     |  |
| Le Divan du Monde                        | 75, rue des Martyrs                                  | 18e | 1873           | 500                  | |                  |                         |    |      |     |  |
| La Divine Comédie                        | 2, rue Saulnier                                      | 9e  |                | 60 et 120            | |                  |                         |    |      |     |  |
| Théâtre de Dix Heures                    | 75, boulevard de Clichy                              | 18e | 1890           | 140                  | |                  |                         |    |      |     |  |
| Théâtre Douze - Maurice Ravel            | 6, avenue Maurice-Ravel                              | 12e |                | 230                  | |                  |                         |    |      |     |  |
| La Scène Parisienne                      | 34, rue Richer                                       | 9e  | 2007           | 154 et 315           | Anciennement théâtre Les Feux de la rampe (2007-2018), puis La scène Parisienne (2019-2021) |                  |                         |    |      |     |  |
| Espace Cardin                            | 1, avenue Gabriel                                    | 8e  | 1930           | 680                  | |                  |                         |    |      |     |  |
| L'Étoile du Nord                         | 16, rue Georgette-Agutte                             | 18e | 1979           | 200                  | Anciennement théâtre 18, puis Dix-Huit théâtre |                  |                         |    |      |     |  |
| L'Européen                               | 5, rue Biot                                          | 17e | 1872           | 350                  | |                  |                         |    |      |     |  |
| Théâtre Édouard-VII                      | 10, place Édouard-VII                                | 9e  | 1913           | 718                  | |                  |                         |    |      |     |  |
| Théâtre Elizabeth Czerczuk               | 20, rue Marsoulan                                    | 12e | 2017           | 205                  | |                  |                         |    |      |     |  |
| Théâtre de l'Echo                        | 31, 33 rue des Orteaux                               | 20e |                | 49                   | |                  |                         |    |      |     |  |
| Théâtre de l'Épée de Bois                | Route du Champ-de-Manœuvre                           | 12e | 1965           | 298, 162 et 50       | Le théâtre de l'Épée de Bois est installé à La Cartoucherie de Vincennes |                  |                         |    |      |     |  |
| Théâtre Essaïon                          | 6, rue Pierre-au-Lard                                | 4e  |                | 100                  | |                  |                         |    |      |     |  |
| Théâtre Espace Marais                    | 22, rue Beautreillis                                 | 4e  | 1980           | 120                  | |                  |                         |    |      |     |  |
| Folies Bergère                           | 32, rue Richer                                       | 9e  | 2 mai 1869     | 1 679                | |                  |                         |    |      |     |  |
| FGO Barbara                              | 1, rue Fleury                                        | 18e | 2008           | 300                  | |                  |                         |    |      |     |  |
| La Flèche                                | 77, rue de Charonne                                  | 11e | 2018           | 49                   | | Théâtre Fontaine | 10, rue Pierre-Fontaine | 9e | 1951 | 629 |  |
| Le Fridge Comedy                         | 164, rue Saint-Denis                                 | 2e  | 2020           | 72                   | |                  |                         |    |      |     |  |
| La Maroquinerie                          | 23 rue Boyer                                         | 20e | 1997           | 500                  | |                  |                         |    |      |     |  |
| Élysée-Montmartre                        | 72 boulevard Marguerite-de-Rochechouart              | 18e | 1807           | 1 380                | |                  |                         |    |      |     |  |
| Funambule Montmartre                     | 53, rue des Saules                                   | 18e | 1988           | 120                  | |                  |                         |    |      |     |  |
| Salle Colonne                            | 94 Boulevard Auguste-Blanqui                         | 13e | 1930           | 200                  | |                  |                         |    |      |     |  |
| Salle Gaveau                             | 45, Rue La Boétie                                    | 8e  | 1907           | 1 020                | |                  |                         |    |      |     |  |
| La Grande Comédie                        | 40, rue de Clichy                                    | 9e  | 2005           | 400 et 100           | |                  |                         |    |      |     |  |
| Le Grand Rex                             | 1, boulevard Poissonnière                            | 2e  | 1932           | 2 702                | |                  |                         |    |      |     |  |
| Gaîté-Lyrique                            | 3 bis, rue Papin                                     | 2e  | 1863           | 700                  | |                  |                         |    |      |     |  |
| Théâtre de la Gaîté-Montparnasse         | 26, rue de la Gaîté                                  | 14e | 1868           | 401                  | |                  |                         |    |      |     |  |
| Le Gibus                                 | 18, rue du Faubourg du Temple                        | 11e | 1967           | 900                  | |                  |                         |    |      |     |  |
| Glazart                                  | 7, Avenue de la Porte-de-la-Villette                 | 19e | 1992           | 590                  | |                  |                         |    |      |     |  |
| Golden Comedy Spot                       | 36, Rue Dalayrac                                     | 2e  | 2018           | 40                   | |                  |                         |    |      |     |  |
| Théâtre du Gouvernail                    | 5, passage de Thionville                             | 19e | 2013           | 50                   | |                  |                         |    |      |     |  |
| Théâtre du Gymnase Marie-Bell            | 38, boulevard de Bonne-Nouvelle                      | 10e | 1820           | 800, 160 et 90       | |                  |                         |    |      |     |  |
| Théâtre Grévin                           | 10, boulevard Montmartre                             | 9e  | 1900           | 210                  | |                  |                         |    |      |     |  |
| Le Guichet Montparnasse                  | 15, rue du Maine                                     | 14e | 1986           | 50                   | |                  |                         |    |      |     |  |
| Happy Comédie Saint-Martin               | 33, boulevard Saint-Martin                           | 14e | 1921           | 249                  | |                  |                         |    |      |     |  |
| Théâtre Hébertot                         | 78, boulevard des Batignolles                        | 17e | 1838           | 630 et 110           | |                  |                         |    |      |     |  |
| Théâtre de la Huchette                   | 23, rue de la Huchette                               | 5e  | 1948           | 100                  | |                  |                         |    |      |     |  |
| Théâtre La Bruyère                       | 5, rue La Bruyère                                    | 9e  | 1943           | 335                  | |                  |                         |    |      |     |  |
| La Java                                  | 105, rue du Faubourg-du-Temple                       | 10e | 1923           | 400                  | |                  |                         |    |      |     |  |
| Théâtre de La Jonquière                  | 88, rue de La Jonquière                              | 17e |                | 98                   | |                  |                         |    |      |     |  |
| Laurette Théâtre                         | 36, rue Bichat                                       | 10e | 1981           | 50                   | Anciens noms : théâtre de la Mainate et Cabaret des Fous |                  |                         |    |      |     |  |
| L’Archipel                               | 17, boulevard de Strasbourg                          | 20e | 1893           | 92 et 112            | Anciens noms : Paris-ciné de 1912 à 2001 ancien cinéma parisien |                  |                         |    |      |     |  |
| Théâtre Lepic                            | 1, avenue Junot                                      | 18e | 1954           | 150                  | Anciennement théâtre du Tertre, puis Ciné 13 Théâtre appartenant à Claude Lelouch, il a été repris par sa fille Salomé Lelouch en 2018.                                                                                |                  |                         |    |      |     |  |
| Le Lieu                                  | 41, rue de Trévise                                   | 9e  | 2004           | 50                   | |                  |                         |    |      |     |  |
| Lucernaire                               | 53, rue Notre-Dame-des-Champs                        | 6e  | 1968           | 118, 118 et 50       | |                  |                         |    |      |     |  |
| Maison de la Poésie                      | 157, rue Saint-Martin                                | 3e  | 1791           | 180 et 30            | Ancien nom : théâtre Molière |                  |                         |    |      |     |  |
| Maison des Métallos                      | 94, rue Jean-Pierre-Timbaud                          | 11e | 1881           | 240                  | |                  |                         |    |      |     |  |
| Théâtre des Gémeaux Parisiens            | 15, rue du Retrait                                   | 20e | 1957           | 345                  | Ancien nom : théâtre de Ménilmontant |                  |                         |    |      |     |  |
| Théâtre de la Madeleine                  | 19, rue de Surène                                    | 8e  | 1924           | 709                  | |                  |                         |    |      |     |  |
| Théâtre de la Main d'Or                  | 15, passage de la Main-d'Or                          | 11e |                | 250                  | |                  |                         |    |      |     |  |
| Théâtre de la Manufacture des Abbesses   | 7, rue Véron                                         | 18e | 2006           | 120                  | |                  |                         |    |      |     |  |
| Théâtre du Marais                        | 37, rue Volta                                        | 3e  | 1976           | 90                   | |                  |                         |    |      |     |  |
| Théâtre Marigny                          | carré Marigny                                        | 8e  | 1894           | 1 024 et 311         | |                  |                         |    |      |     |  |
| Théâtre des Mathurins                    | 36, rue des Mathurins                                | 8e  | 1898           | 386                  | |                  |                         |    |      |     |  |
| Théâtre du Marais                        | 37, rue Volta                                        | 3e  | 1634           | 60                   | |                  |                         |    |      |     |  |
| Théâtre le Mélo d'Amélie                 | 4, rue Marie-Stuart                                  | 2e  | 1994           | 100                  | Créé après la fermeture du théâtre Marie-Stuart au même endroit |                  |                         |    |      |     |  |
| Théâtre Michel                           | 38, rue des Mathurins                                | 8e  | 1908           | 350                  | |                  |                         |    |      |     |  |
| Théâtre de la Michodière                 | 4 bis, rue de La Michodière                          | 2e  | 1925           | 700                  | |                  |                         |    |      |     |  |
| Théâtre Mogador                          | 25, rue de Mogador                                   | 9e  | 1913           | 1 860                | |                  |                         |    |      |     |  |
| Théâtre Montparnasse                     | 31, rue de la Gaîté                                  | 14e | 1886           | 715 et 200           | |                  |                         |    |      |     |  |
| Théâtre Mouffetard                       | 73, rue Mouffetard                                   | 5e  | 1934           | 236                  | |                  |                         |    |      |     |  |
| Maison de la Mutualité                   | 24, rue Saint-Victor                                 | 5e  | 1930           | 1 732                | |                  |                         |    |      |     |  |
| Théâtre des Nouveautés                   | 24, boulevard Poissonnière                           | 9e  | 1921           | 585                  | |                  |                         |    |      |     |  |
| Théâtre de Nesle                         | 8, rue de Nesle                                      | 6e  | 1978           | 45 et 75             | |                  |                         |    |      |     |  |
| Nouveau Casino                           | 109, rue Oberkampf                                   | 11e | 2001           | 400                  | |                  |                         |    |      |     |  |
| Théâtre du Nord-Ouest                    | 13, rue du Faubourg-Montmartre                       | 9e  | 1997           | 120 et 80            | |                  |                         |    |      |     |  |
| Théâtre de l'Odéon (théâtre de l'Europe) | place de l'Odéon                                     | 6e  | 1782           | 800                  | |                  |                         |    |      |     |  |
| Théâtre de l'Œuvre                       | 55, rue de Clichy                                    | 9e  | 1893           | 326                  | |                  |                         |    |      |     |  |
| Théâtre national de l'Opéra-Comique      | 5, rue Favart                                        | 2e  | 1714           | 1 100                | |                  |                         |    |      |     |  |
| Théâtre Ouvert                           | 159 avenue Gambetta                                  | 20e | 2020           | 260 et 95            | Le théâtre Ouvert est à l'origine une collection de pièces publiées aux Éditions Stock et dirigée par Lucien Attoun |                  |                         |    |      |     |  |
| Olympia                                  | 28 boulevard des Capucines                           | 9 e | 1893           | 1 772 à 1 996        | c’est le plus ancien music-hall de Paris |                  |                         |    |      |     |  |
| Le Palace                                | 8, rue du Faubourg-Montmartre                        | 9e  | 1921           | 984                  | |                  |                         |    |      |     |  |
| Palais des glaces                        | 37, rue du Faubourg-du-Temple                        | 10e | 1876           | 482 et 80            | |                  |                         |    |      |     |  |
| Dôme de Paris - Palais des Sports        | 1, place de la Porte-de-Versailles                   | 15e | 1960           | 2 300 à 4 600        | |                  |                         |    |      |     |  |
| Théâtre de Paris                         | 15, rue Blanche                                      | 9e  | 1891           | 1 100 et 300         | |                  |                         |    |      |     |  |
| Palais des Congrès de Paris              | 2, place de la Porte-Maillot                         | 17e | 1974           | 3 723                | |                  |                         |    |      |     |  |
| Théâtre du Palais-Royal                  | 38, rue de Montpensier                               | 1er | 1831           | 716                  | Le théâtre est classé monument historique depuis 1993. |                  |                         |    |      |     |  |
| Théâtre Paris-Villette                   |                                                      | 19e | 1986           | 211                  | |                  |                         |    |      |     |  |
| Théâtre Le Passage vers les Étoiles      | 17, cité Joly                                        | 11e | 2005           | 70 et 200            | |                  |                         |    |      |     |  |
| Théâtre de Passy                         | 95 rue de Passy                                      | 16e | 2021           | 200                  | |                  |                         |    |      |     |  |
| La Pépinière-Théâtre                     | 7 rue Louis-le-Grand                                 | 2e  | 1919           | 347                  | |                  |                         |    |      |     |  |
| La Petite Loge                           | 2, rue La Bruyère                                    | 9e  | 2008           | 25                   | c’est la plus petite salle de spectacle et théâtre parisien. |                  |                         |    |      |     |  |
| Philharmonie de Paris                    | 221, Avenue Jean-Jaurès                              | 19e | 2015           | 2 400                | c’est la plus grand salle de spectacle de concert classique parisien. |                  |                         |    |      |     |  |
| Théâtre Pixel                            | 18, rue Championnet                                  | 18e |                | 50                   | |                  |                         |    |      |     |  |
| Les Plateaux sauvages                    | 5, rue des Plâtrières                                | 20e | 2018           |                      | |                  |                         |    |      |     |  |
| Salle Pleyel                             | 252, rue du Faubourg-Saint-Honoré                    | 8e  | 1927           | 1 913                | |                  |                         |    |      |     |  |
| Théâtre du Petit-Saint-Martin            | 17, rue René-Boulanger                               | 10e | 1978           | 190                  | |                  |                         |    |      |     |  |
| Théâtre de Poche-Montparnasse            | Impasse Robiquet                                     | 6e  | 1943           | 95 et 120            | |                  |                         |    |      |     |  |
| Théâtre du Point-Virgule                 | 7, rue Sainte-Croix-de-la-Bretonnerie                | 4e  | 1975           | 100                  | |                  |                         |    |      |     |  |
| Point Éphémère                           | 200, quai de Valmy                                   | 10e | 2004           | 300                  | |                  |                         |    |      |     |  |
| Théâtre de la Porte-Saint-Martin         | 16, Boulevard Saint-Martin                           | 10e | 1802           | 1 050                | |                  |                         |    |      |     |  |
| Théâtre 14 Jean-Marie-Serreau            | 20, avenue Marc-Sangnier                             | 14e | 1982           | 192                  | |                  |                         |    |      |     |  |
| Théâtre de la Renaissance                | 20, boulevard Saint-Martin                           | 10e | 1873           | 650                  | |                  |                         |    |      |     |  |
| Théâtre Le Ranelagh                      | 5, rue des Vignes                                    | 16e | 1895           | 350                  | |                  |                         |    |      |     |  |
| Théâtre du Renard                        | 12, rue du Renard                                    | 4e  | 1994           | 100                  | |                  |                         |    |      |     |  |
| Théâtre du Roi René                      | 12, rue Edouard-Lockroy                              | 11e |                | 50                   | |                  |                         |    |      |     |  |
| Théâtre du Rond-Point des Champs-Élysées |                                                      | 8e  | 1860           | 746, 176 et 82       | Le bâtiment qui l'abrite depuis 1981 a été construit lors de l'exposition universelle de 1855 |                  |                         |    |      |     |  |
| Salle Richelieu                          | 1, place Colette                                     | 1er | 1790           | 862                  | Il s'agit de l'une des trois salles de la Comédie-Française. Les deux autres salles sont le théâtre du Vieux-Colombier et le Studio-Théâtre                                                                            |                  |                         |    |      |     |  |
| Théâtre Rive gauche                      | 6, rue de la Gaîté                                   | 14e | 1994           | 400                  | |                  |                         |    |      |     |  |
| Théâtre de la Reine Blanche              | 2 bis, passage Ruelle                                | 18e |                | 156 et 50            | |                  |                         |    |      |     |  |
| Les Rendez-Vous d'Ailleurs               | 109, rue des Haies                                   | 20e | 2010           | 50                   | |                  |                         |    |      |     |  |
| Théâtre Saint-Georges                    | 51, rue Saint-Georges                                | 9e  | 1929           | 498                  | |                  |                         |    |      |     |  |
| Théâtre Saint-Léon                       | 11, place du Cardinal-Amette                         | 15e |                | 500                  | |                  |                         |    |      |     |  |
| Théâtre Silvia-Monfort                   | 106, rue Brancion                                    | 15e | 1992           | 456 et 120           | |                  |                         |    |      |     |  |
| Théâtre du Soleil                        | Route du Champ-de-Manœuvre                           | 12e | 1970           | 500                  | Le théâtre du Soleil est installé à La Cartoucherie de Vincennes |                  |                         |    |      |     |  |
| Le Solo                                  | 138, boulevard Richard-Lenoir                        | 11e | 2024           |                      | |                  |                         |    |      |     |  |
| Splendid Saint-Martin                    | 48, rue du Faubourg-Saint-Martin                     | 10e | 1974           | 300                  | |                  |                         |    |      |     |  |
| La Scala                                 | 13, boulevard de Strasbourg                          | 10e | 1874           | 550 et 180           | |                  |                         |    |      |     |  |
| Studio Théâtre                           | 99, rue de Rivoli Place de la Pyramide inversée      | 1er |                | 136                  | Il s'agit de l'une des trois salles de la Comédie-Française. Les deux autres salles sont le théâtre du Vieux-Colombier et la salle Richelieu                                                                           |                  |                         |    |      |     |  |
| Théâtre des Béliers parisiens            | 14 bis, rue Sainte-Isaure                            | 18e | 2012           | 195                  | |                  |                         |    |      |     |  |
| Théâtre de la Tempête                    | Route du Champ-de-Manœuvre                           | 12e | 1971           | 257                  | Le théâtre de la Tempête est installé à La Cartoucherie de Vincennes |                  |                         |    |      |     |  |
| Théâtre du Temps                         | 9, rue du Morvan                                     | 11e | 1980           | 50                   | Le théâtre du Temps est en 1980 le premier théâtre de France consacré à la création dramatique franco-japonaise. Depuis 2007, il est repris par Mickaël Sabbah et s'oriente dorénavant vers la création contemporaine. |                  |                         |    |      |     |  |
| Théâtre 13/Glacière et Bibliothèque      | 103 A boulevard Auguste Blanqui 30 rue du Chevaleret | 13e | 1981           | 230 et 220           | Le théâtre 13 possède deux salles à deux adresses différentes |                  |                         |    |      |     |  |
| Le Trabendo                              | 211, avenue Jean-Jaurès                              | 19e | 1997           | 700                  | |                  |                         |    |      |     |  |
| Théâtre de la Tour Eiffel                | 4, Square Rapp                                       | 7e  | 1915           | 500                  | |                  |                         |    |      |     |  |
| Le Trianon                               | 80 boulevard de Rochechouart                         | 18e | 1894           | 1091                 | |                  |                         |    |      |     |  |
| Théâtre Tristan-Bernard                  | 64 rue du Rocher                                     | 8e  | 1919           | 400                  | Ancien nom : théâtre Albert-Ier |                  |                         |    |      |     |  |
| Théâtre Trévise                          | 14 rue de Trévise                                    | 9e  | 1992           | 270                  | |                  |                         |    |      |     |  |
| Théâtre des Variétés                     | 7 boulevard Montmartre                               | 2e  | 1807           | 800                  | |                  |                         |    |      |     |  |
| Théâtre du Vieux-Colombier               | 21, rue du Vieux-Colombier                           | 6e  | 1913           | 300                  | Il s'agit de l'une des trois salles de la Comédie-Française. Les deux autres salles sont la salle Richelieu et le Studio-Théâtre.                                                                                      |                  |                         |    |      |     |  |
| Théâtre de la Ville                      | 2, place du Châtelet                                 | 4e  | 1862           | 1 000                | Anciennement théâtre Sarah Bernhardt, renommé sous l'occupation allemande, en raison des origines juives de cette dernière.                                                                                            |                  |                         |    |      |     |  |
| Apollo Théâtre                           | 18, rue du Faubourg-du-Temple                        | 11e | 1782           | 360 - 200 - 130 - 90 | Anciennement théâtre du Temple |                  |                         |    |      |     |  |
| Théo Théâtre                             | 20, rue Théodore-Deck                                | 15e | 1995           | 50 et 70             | |                  |                         |    |      |     |  |
| Les Trois Baudets                        | 64, boulevard de Clichy                              | 18e | 2009           | 200                  | |                  |                         |    |      |     |  |
| Villa d'Este                             | 4, de la rue Arsène-Houssaye                         | 8e  | 1930           | 130                  | |                  |                         |    |      |     |  |
| Le Zèbre                                 | 61-63, boulevard de Belleville                       | 11e | 1939           | 150                  | Anciens noms : le Nox, le Berry et le Berry Zèbre |                  |                         |    |      |     |  |
| Le Zénith Paris – La Villette            | 211, avenue Jean-Jaurès                              | 19e | 1984           | 6 804                | |                  |                         |    |      |     |  |
| Théâtre de Belleville                    | 94, rue du Faubourg-du-Temple                        | 11e | 2011           | 96                   | Anciennement le Tambour royal |                  |                         |    |      |     |  |
| Théâtre Dunois                           | 7 rue Louise-Weiss                                   | 13e | 1977           | 128                  | |                  |                         |    |      |     |  |
| IVT - International Visual Theatre       | 7 cité Chaptal                                       | 9e  | 2007           | 185                  | Anciennement le théâtre du Grand Guignol |                  |                         |    |      |     |  |
| Théâtre Montmartre-Galabru               | 4 rue de l'Armée-d'Orient                            | 18e | 1850           | 94                   | |                  |                         |    |      |     |  |

## Opéras
- Opéra Bastille
- Opéra Garnier
- Théâtre des Champs-Élysées
- Théâtre national de l'Opéra-Comique
- Théâtre du Châtelet